# San Donnino (Campi Bisenzio)
San Donnino è una frazione del comune italiano di Campi Bisenzio, nella città metropolitana di Firenze, in Toscana.

## Storia
L'abitato è di antica origine e si sviluppò attorno alle due chiese di San Donnino e Sant'Andrea a Brozzi e fino al 1928 fece parte del soppresso comune di Brozzi. Un tempo borgata essenzialmente agricola, vide in seguito svilupparsi l'artigianato della paglia, della pelletteria e delle confezioni di borse e cappelli.

Duramente provata nel luglio-agosto 1944 al momento del passaggio del fronte (gli abitanti furono fatti sfollare a Brozzi, ci furono molte vittime e fu abbattuto il campanile della chiesa di Sant'Andrea), San Donnino fu poi una delle località più colpite dall'alluvione del 4 novembre 1966, quando San Donnino fu sommersa e in alcuni punti le acque dell'Arno raggiunsero i sei metri di altezza.

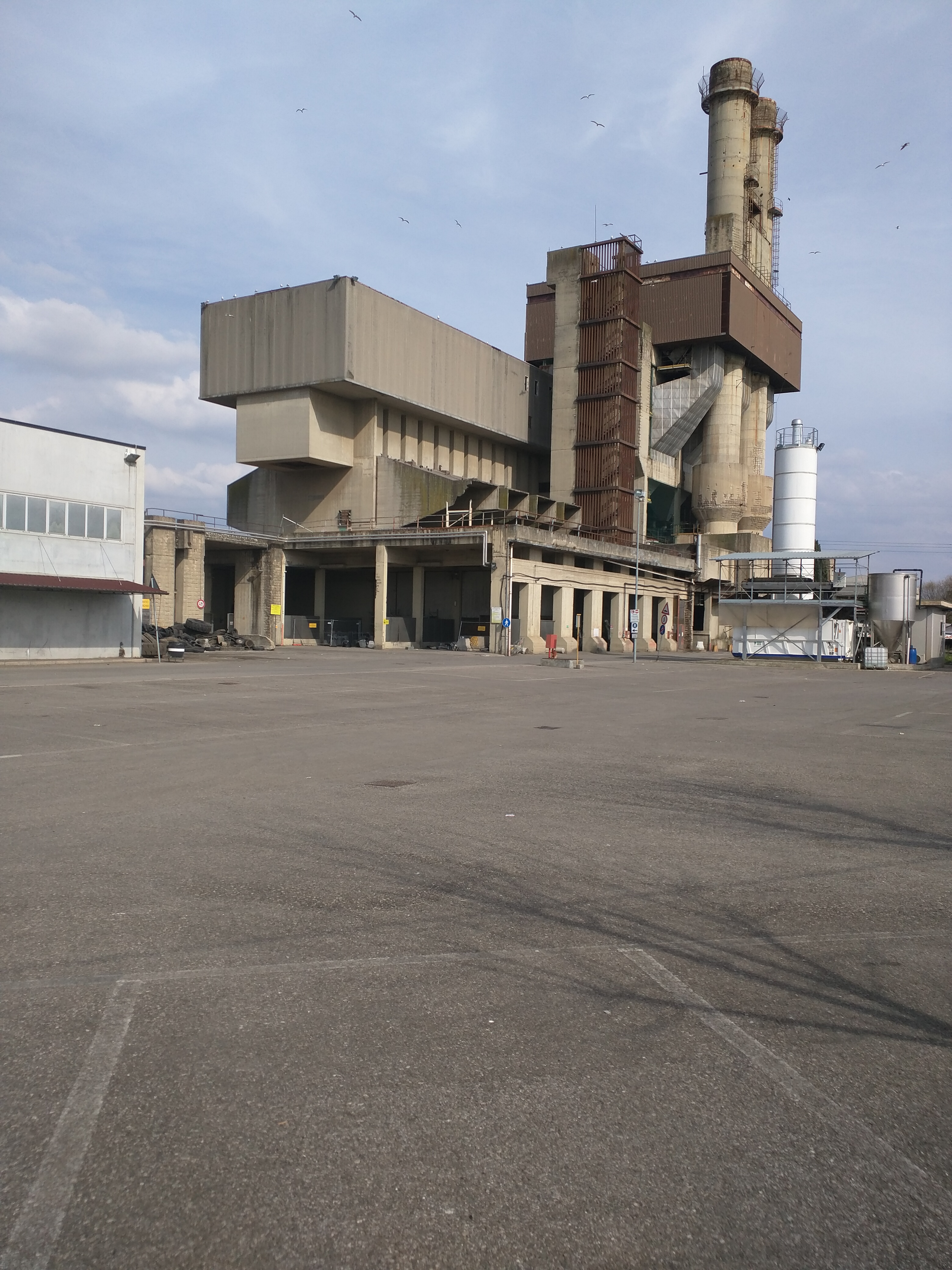
Inceneritore di San Donnino, spento nel 1986 a causa della diossina

 Negli anni settanta del XX secolo San Donnino divenne tristemente nota per il grande inceneritore, costruito dal comune di Firenze sul confine comunale e chiuso nel 1986 per esalazioni di diossina e contaminazione permanente dei terreni della zona, che portò all'aumento del 126% dei casi di sarcoma e percentuali simili per i casi di linfoma non Hodgkin. Nel 1986 analisi dei terreni intorno all'inceneritore rivelarono la presenza di policlorodibenzodiossine (PCDO) e di policlorodibenzofurani (PCDF) ben oltre i limiti tecnici di riferimento e concentrazioni 4 volte superiori (> 3000 e > 20000 ng/mq). Da quel periodo, la frazione è stata al centro di una grande azione di riqualificazione urbanistica ed ambientale da parte dell'amministrazione comunale, basti pensare al recupero della zona di una cava di rena oggi trasformata in un parco attrezzato. Nonostante la presenza del parco attrezzato, la diossina presente nel terreno e nelle proprietà dei cittadini della zona non è stata in alcun modo rimossa né trattata dalle amministrazioni locali; né si è pensato a risarcire in nessun modo le popolazioni colpite da tale grave danno ambientale. Studi epidemiologici condotti da autorevoli enti hanno inoltre in seguito dimostrato un notevole incremento della probabilità di contrarre tumori di vario genere nella popolazione di San Donnino e nelle zone limitrofe contaminate.
Pochi anni dopo San Donnino balzò agli onori delle cronache per il fenomeno dell'imponente immigrazione cinese, favorita dalle locali tradizioni nell'artigianato della pelletteria e delle confezioni. Si calcolò che in paese vivessero 2500 cittadini cinesi, e la località si guadagnò il nomignolo scherzoso di "San Pechino".
La situazione sociale, che rischiava di diventare esplosiva, fu affrontata con decisione dall'amministrazione comunale, che poté contare anche sull'appoggio fattivo del nuovo priore, Don Giovanni Momigli e si arrivò al superamento della crisi con la ridistribuzione della comunità cinese in altri comuni (oggi i cinesi si sono spostati in larga parte a Prato).

## Monumenti e luoghi di interesse
Nella frazione, dal 1973, opera la Fratellanza Popolare San Donnino una pubblica assistenza, che grazie ai numerosi volontari si occupa di servizi socio sanitari alla cittadinanza. Presso la struttura si hanno medici generici, specialisti, servizi sociali e ambulanze.
Tra gli edifici di interesse artistico di San Donnino, un posto particolare va alla chiesa di Sant'Andrea, risalente all'XI secolo ma ricostruita nel XV, che conserva tra l'altro alcuni affreschi di Domenico Ghirlandaio. Il campanile originale fu perduto in un bombardamento nel 1944.
Nei locali della chiesa è stato aperto un "Museo di Arte Sacra" con le numerose opere d'arte conservate nella chiesa. Nei pressi della chiesa si trova la Torre dei Tornaquinci del XIV secolo.
La chiesa di San Donnino a Campi è attestata nell'anno 852 ed ospita tra l'altro un fine elemosiniere del XVII secolo.
Nei pressi del confine con il comune di Signa si trovano il Mulino di San Moro, l'unico esemplare di mulino rimasto in zona e che conserva ancora l'apparato molitorio e l'ex stabilimento Ausonia, una fabbrica di concimi chimici che fu attiva dall'inizio del XX secolo agli anni sessanta dello stesso e che oggi è un esempio di archeologia industriale di cui l'amministrazione comunale ne sta promuovendo il recupero: il piano prevede la costruzione nell'area di un quartiere modello, con abitazioni di edilizia popolare firmate dal celebre architetto Massimiliano Fuksas.
In questi ultimi anni, San Donnino ha visto svolgere anche qualche iniziativa culturali, sociali, sportive e religiose grazie all'attività di "Spazio Reale", un complesso polifunzionale sorto per iniziativa del priore don Giovanni Momigli.

## Infrastrutture e trasporti

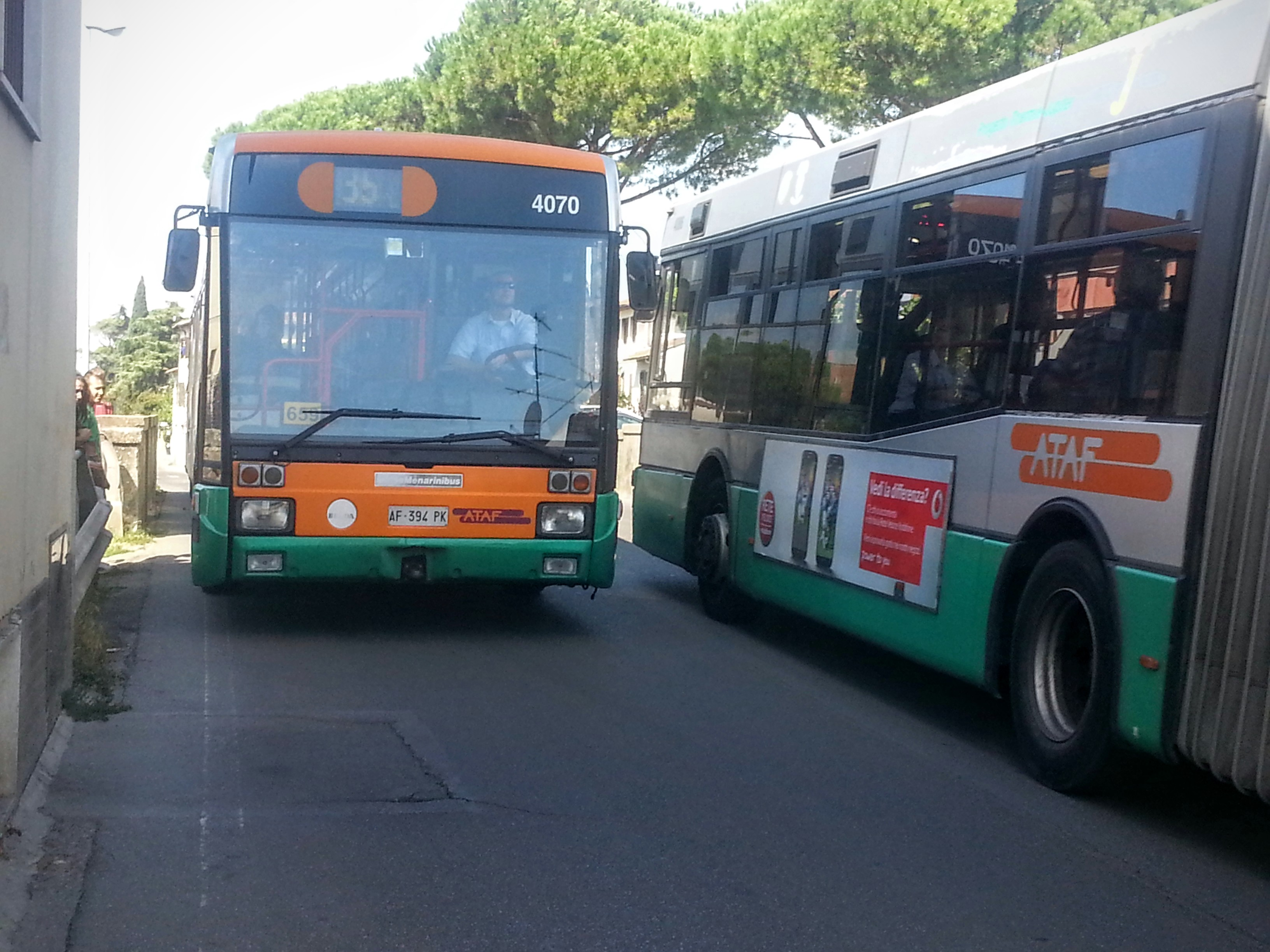
Due autobus Menarini 18 metri della linea 35 mentre attraversano San Donnino

Nella frazione è presente l'unica stazione ferroviaria del comune di Campi Bisenzio, sulla linea Firenze-Empoli: rimasta chiusa ed abbandonata per oltre trenta anni, è stata riattivata il 31 gennaio 2009. È in fase di realizzazione un collegamento tramite una passerella ciclabile tra la stessa Stazione e Badia a Settimo (Scandicci) che sta sulla riva sinistra dell'Arno. La frazione è attraversata anche dalla linea 35 dell'ATAF che la collega alla stazione ferroviaria di Firenze Porta a Prato e alla fermata Leopolda della tramvia T1.